# جزيرة ظهرة عواف (ميدي)

تعديل مصدري - تعديل

جزيرة ظهرة عواف هي إحدى جزر مديرية ميدي التابعة لمحافظة حجة.